# Bryan Allen
Bryan Allen (* 21. August 1980 in Kingston, Ontario) ist ein ehemaliger kanadischer Eishockeyspieler, der im Verlauf seiner aktiven Karriere zwischen 1996 und 2015 unter anderem 748 Spiele für die Vancouver Canucks, Florida Panthers, Carolina Hurricanes, Anaheim Ducks und Canadiens de Montréal in der National Hockey League auf der Position des Verteidigers bestritten hat. Den Großteil seiner Karriere verbrachte Allen bei den Vancouver Canucks und Florida Panthers.

## Karriere
Bryan Allen war zunächst für die Ernestown Jets in einer unterklassigen Juniorenliga aktiv, ehe er von 1996 bis 2000 vier Jahre lang im Trikot der Oshawa Generals auflief, für die er in der Ontario Hockey League spielte. In dieser Zeit wurde er im NHL Entry Draft 1998 in der ersten Runde als insgesamt vierter Spieler von den Vancouver Canucks ausgewählt. Gegen Ende der Saison 1999/2000 spielte Allen erstmals im professionellen Eishockey, als er insgesamt elf Mal für Floridas damaliges Farmteam, die Syracuse Crunch aus der American Hockey League, auf dem Eis stand. In der folgenden Spielzeit stand Allen hauptsächlich im Kader der Kansas City Blades aus der International Hockey League. Zudem kam der Verteidiger zu seinem Debüt in der National Hockey League, als er acht Mal für die Canucks auflief.
Während des Lockouts in der NHL-Saison 2004/05 stand Allen bei Chimik Woskressensk aus der russischen Superliga unter Vertrag. Nach Wiederaufnahme des Spielbetriebs in der NHL kehrte Allen 2005 zu den Canucks zurück, ehe er am 23. Juni 2006 zusammen mit Todd Bertuzzi und Alex Auld im Tausch für Roberto Luongo, Lukáš Krajíček und ein Sechstrunden-Wahlrecht im NHL Entry Draft 2006 an die Florida Panthers abgegeben. In Florida war Allen in den folgenden fünf Spielzeiten als Stammspieler gesetzt, ehe er Ende Februar 2011 kurz vor der Trade Deadline in einem Tauschhandel für Sergei Samsonow an die Carolina Hurricanes abgegeben wurde.
Am 1. Juli 2012 unterschrieb er als Free Agent einen Dreijahresvertrag bei den Anaheim Ducks.
Am 20. November 2014 wurde er von den Ducks gegen René Bourque zu den Canadiens de Montréal getauscht, die ihn nach nur fünf NHL-Einsätzen an die Hamilton Bulldogs aus der AHL abgaben. Dort beendete er die Spielzeit 2014/15 und gab anschließend das Ende seiner aktiven Karriere bekannt.

### International
Für Kanada nahm Allen an der U20-Junioren-Weltmeisterschaft 1999 teil und gewann die Silbermedaille.

## Erfolge und Auszeichnungen
- 1997 J.-Ross-Robertson-Cup-Gewinn mit den Oshawa Generals
- 1998 Teilnahme am CHL Top Prospects Game
- 1999 OHL First All-Star Team
- 1999 CHL Third All-Star Team

### International
- 1999 Silbermedaille bei der U20-Junioren-Weltmeisterschaft

## Karrierestatistik

### International
Vertrat Kanada bei:
- U20-Junioren-Weltmeisterschaft 1999

(Legende zur Spielerstatistik: Sp oder GP = absolvierte Spiele; T oder G = erzielte Tore; V oder A = erzielte Assists; Pkt oder Pts = erzielte Scorerpunkte; SM oder PIM = erhaltene Strafminuten; +/− = Plus/Minus-Bilanz; PP = erzielte Überzahltore; SH = erzielte Unterzahltore; GW = erzielte Siegtore; 1 Play-downs/Relegation; Kursiv: Statistik nicht vollständig)